# Верифікатор перфокарт

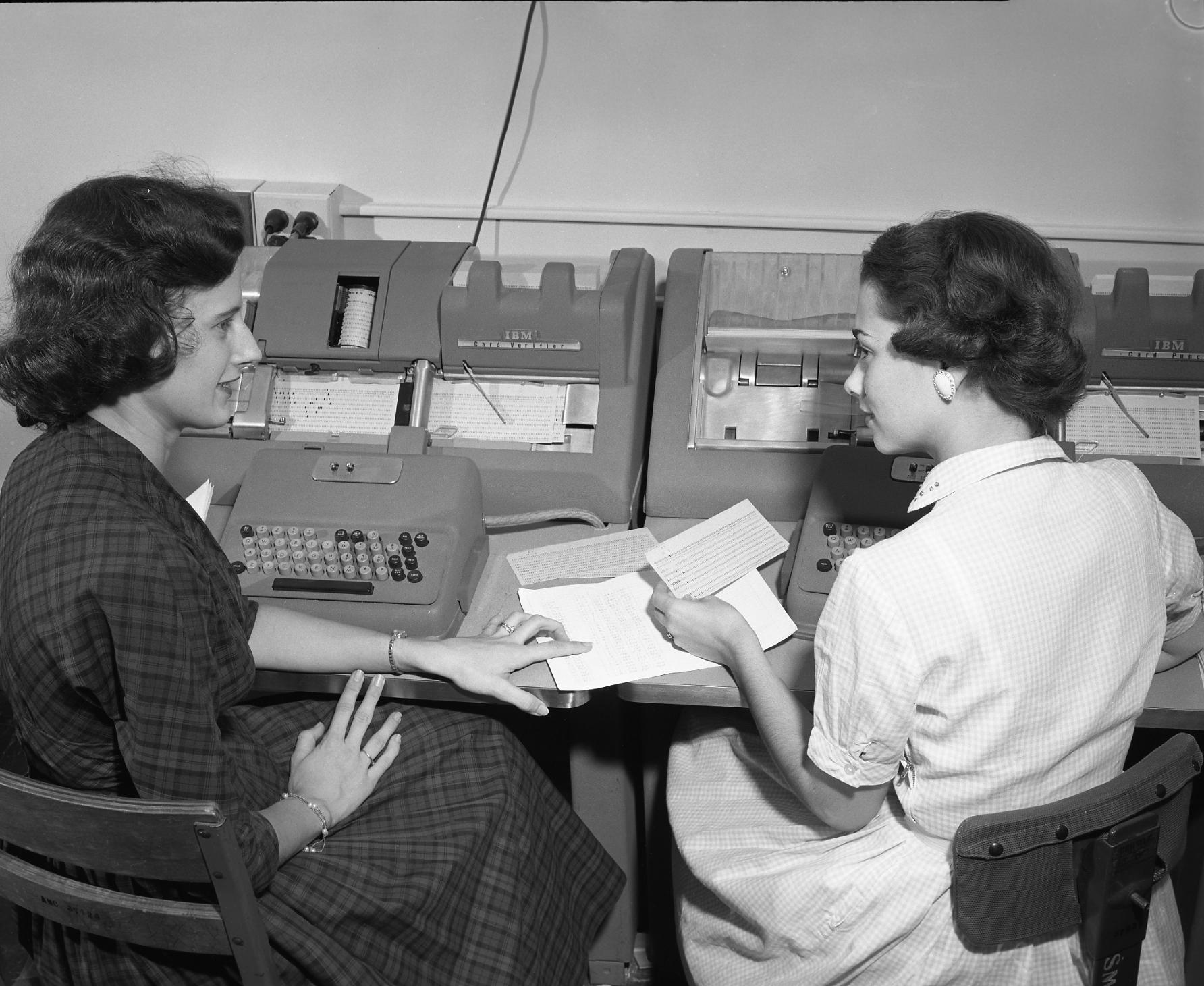
Верифікатор IBM 056 (зліва) і перфоратор IBM 026 (справа), 1950-ті роки.

Верифікатор (англ. verifier) — спеціальний електромеханічний пристрій, за допомогою якого забезпечувалась верифікація даних на носіях інформації (таких, як перфокарти) після ручного вводу. Мав конструкцію, подібну до перфоратора перфокарт, але замість механізму перфорації містив щітковий блок або фотоелемент, який забезпечував зчитування інформації з носія для порівняння з інформацією, введеною оператором з документа. Карта, що містила помилку, підлягала заміні.
Компанія IBM виробляла верифікатори IBM 056 і 059.